# As Sawd (huyện)
Huyện As Sawd là một huyện thuộc tỉnh Amran, Yemen. Đến thời điểm năm 2003, huyện này có dân số 25892 người